# Villers-Bouton
Villers-Bouton é uma comuna francesa na região administrativa de Borgonha-Franco-Condado, no departamento de Alto Sona. Estende-se por uma área de 5,26 km². Em 2010 a comuna tinha 165 habitantes (densidade: 31,4 hab./km²).